# Jakob Schober
Jakob Schober (getauft 14. März 1563 in St. Joachimsthal; † 13. Juni 1632 in Waldheim) war ein lutherischer Geistlicher und Exulant. Er war Schulmeister und Oberpfarrer von St. Joachimsthal sowie Pfarrer und Inspektor von Waldheim.

## Leben
Jakob Schober wurde in St. Joachimsthal als Sohn des dortigen Bürgermeisters Hans Schober (* um 1535 in Schneeberg) und dessen Ehefrau Regina geb. Friedel geboren.
Nach einem Studium der Theologie übernahm er 1595 in seinem Heimatort die Stelle des Schulmeisters und Rektors. Vom Rat der Stadt wurde Schober dazu beauftragt, die gedruckte Ausgabe Chronica der Freyen Bergstadt in S. Joachimsthal von Johann Mathesius, in einer zweiten Auflage von 1579–1617 fortzuführen. Am 19. Oktober 1604 wurde er wegen Erkrankung des Oberpfarrers Theophil Beck (Pistorius) zum dritten Diakon der Stadt berufen. Am 7. November (21. Trinitatis) 1604 fand seine feierliche Investitur statt. Nach dem Tode des Theophil Beck (Pistorius) wurde er schließlich am 11. März 1610 zu dessen Nachfolger als Oberpfarrer von St. Joachimsthal ernannt.
Im Juli 1623 hatte man in der Stadt den evangelischen Gottesdienst untersagt, wobei die Geistlichen dazu aufgefordert wurden, sollten sie von ihrem Amt nicht „weichen“, St. Joachimsthal „alsbald“ zu verlassen, was sie nicht taten. Am 19. August 1623 ließ Hauptmann Christoph Grad von Grünenberg die Kirche für die Geistlichen schließen. Schober wurde mit seinen Diakonen Gregor Richter und Paul Mönch vor die Ratsversammlung geladen. Hier ließ er auch im Namen seiner Diakone die folgende Erklärung verlauten: „... dass sie zur Rebellion aufgewiegelt hätten, dessen wüssten sie sich unschuldig, sie hätten Gottes Wort gemäß gelehrt, wie sie es ihrem Stande schuldig sein. Würde der Erzbischof sie bei der augsburgischen Confession belassen, wollten sie sich ergeben. Dass man sie aus ihren Wohnung weise geschähe allen unrecht, ... (sie) hoffen dass der Rat künftig für sie in ihrer Not sorgen (werde) ...“
Am 22. August 1623 wurden Jakob Schober und seine Diakone ihrer Ämter enthoben. Eine eintägige Bedenkzeit zur Konversion nutzten die Geistlichen zur Flucht in das benachbarte Oberwiesenthal in Sachsen. Um 1626 trat Schober das Amt des Pfarrers und Inspektors in Waldheim an. Einer Anekdote nach schloss er sich am 1. Sonntag nach Trinitatis (13. Juni) 1632, seinem von ihm errechneten Sterbetag, in seiner Lehrstube ein, um so den Tod zu entkommen. Als er am Abend an der Wand eine Spinne sah, versuchte er diese mit einer Flederwische zu entfernen und stieg dabei auf eine Lade, wobei er rückwärts fiel und sich dabei so schwer am Kopf verletzte, dass er daran starb.

## Familie
Jakob Schober heiratete am 9. Oktober 1588 in St. Joachimsthal Catharina Seltenreich (getauft 11. September 1569 in St. Joachimsthal), die Tochter des Bergmeisters David Seltenreich. Aus der Ehe gingen folgende Kinder hervor:
- Susanna (getauft 5. November 1589 in St. Joachimsthal); ⚭ 24. Januar 1616 in St. Joachimsthal Caspar Schuster, Pfarrer.
- Christina (getauft 28. Juli 1591 in St. Joachimsthal)
- Jacobus (getauft 27. Juni 1593 in St. Joachimsthal), studierte seit 1615 an der Universität Wittenberg
- Catharina (* um 1595 in St. Joachimsthal); ⚭ 1621 in St. Joachimsthal Magister Thomas Adler, Pfarrer in Elbogen

## Publikationen
- Christliche Leichpredigt. Bey dem Begräbnis des ... Herrn Michael Schweitzers des ältern/ Bürgers/ Handelsmannes/ und des Raths zu Leipzig ... Welcher den 12. Decembris, Anno 1620. in Christo selig eingeschlaffen
- Christliche Leichpredigt Bey dem Begraebnueß der ... Frawen Mariæ, des ... Herren Iohannis Heintzii, Der Artzney Doctoris, vnd Physici in S. Joachimsthal/ seligen/ hinterlassenen Wittwe/ In der Pfarrkirchen daselbst gehalten ... Anno 1613
- Zwo Christliche Leichpredigten : Die Eine Bey dem Begräbniß des weiland Ehrnvesten und Wolweisen Herrn Andreas Schedlichs